# Stara Synagoga w Narwi
Uzasadnienie:  Mnożenie zbędnych bytów. Z artykułu wynika, że jest to po prostu wcześniejsza forma tego co mamy opisane w innym artykule.
Stara Synagoga w Narwi – nieistniejąca, drewniana synagoga znajdująca się w Narwi przy ówczesnej ul. Piaski, obecnie zwanej Dąbrowskiego.
Synagoga została zbudowana w pierwszej połowie XIX wieku. Krótko przed I wojną światową budynek został podpalony przez młodzież żydowską. Na jej miejscu wkrótce wzniesiono nową, również drewnianą synagogę.